# Christoph Fürer von Haimendorf

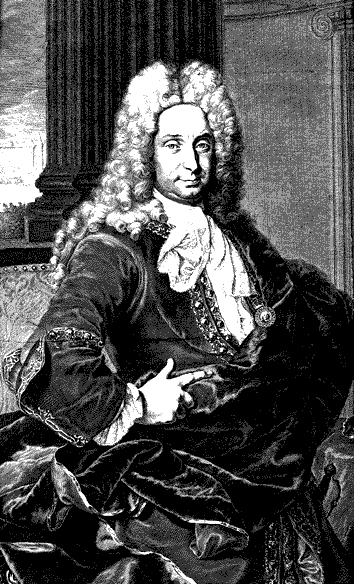
Christoph Fürer von Haimendorf

Christoph VII. Fürer von Haimendorf auf Wolkersdorf (* 11. Juli 1663 in Haimendorf; † 3. Mai 1732 in Nürnberg), kaiserlicher Rat, Ratsherr der Reichsstadt Nürnberg, war ein Dichter in der Übergangszeit von Barock und Aufklärung. Er übersetzte u. a. Werke von Pierre Corneille und Torquato Tasso ins Deutsche, war ab 1709 unter dem Pseudonym Lilidor I. (der Lilienträger, nach dem Wappen der Familie Fürer von Haimendorf) Präses des Pegnesischen Blumenordens, einer Sprach- und Literaturgesellschaft mit bukolischem Hintergrund.

## Leben und Werk

### Ausbildung und Familie
Geboren auf Schloss Haimendorf als Spross einer der ältesten und reichsten Patrizierfamilien Nürnbergs, der Fürer von Haimendorf, als Sohn des Christoph Fürer von Haimendorf und der Anna Lucia Fürer, geb. Löffelholz von Kolberg, studierte Christoph Fürer zunächst an der Universität Altdorf, u. a. bei Magnus Daniel Omeis. Zwischen 1682 und 1690 bereiste er Frankreich, England und Italien. Nach Nürnberg zurückgekehrt, wurde er in den Inneren Rat der Stadt berufen, erhielt später auch einen Lehrauftrag an der Altdorfina. Aus der Verbindung mit der Patrizierstocher Susanna Maria Behaim gingen drei Kinder hervor; seine zweite Frau war Maria Barbara Pömer.

### Literarische Tätigkeit
1680 wurde Christoph Fürer vom Ordenspräsidenten Sigmund von Birken in den Blumenorden aufgenommen, von dieser Zeit an war er literarisch tätig. 1682 erschien in Nürnberg die Lyriksammlung Vermischter Gedichte-Kranz, die Christoph Fürer große Anerkennung bei seinen Zeitgenossen einbrachte. 1702 folgte Christliche Vesta und irrdische Flora  (Untertitel: Verschiedene theils aus fremden Sprachen übersetzte theils selbsterfundene geist- und weltliche teutsche Gedichte eines Mitglieds der Pegnesischen Blumen-Gesellschaft), 1726 dann Pomona, Oder Aufgesammlete Früchte der Einsamkeit.
Christoph Fürer stand dem von Georg Philipp Harsdörffer und Johann Klaj gegründeten Blumenorden von 1709 bis 1732 vor, also während einer Umbruchsphase: Die Schäferdichtung kam mit Einsetzen der (Früh-)Aufklärung mehr und mehr aus der Mode. Zwar gab es Pläne, den Orden nach englischem Vorbild zu einer Art Akademie der Wissenschaften umzustrukturieren, doch diese verliefen im Sande. Allerdings existierten durchaus Kontakte zu ortsfremden Gelehrten. Christoph Fürer verstärkte die Außenwirkung der Gesellschaft.

### Öffentliche Ämter
Als Vorderster Losunger (d. h. oberster städtischer Steuereintreiber), Reichsschultheiß, Inhaber der Blutgerichtsbarkeit und Kastellan der kaiserlichen Burg bekleidete Christoph Fürer ab 1725 wichtige politische Ämter.
1711 wurde er vom Ansbacher Markgrafen Wilhelm Friedrich nach Gunzenhausen verschleppt, um das verfeindete Nürnberg zur Freilassung von Gefangenen zu zwingen. Als Fürer aber nach 72 Tagen Geiselhaft vom Rat der Reichsstadt mit dem Ehrenamt beauftragt wurde, zur Krönung Kaiser Karls VI. in Frankfurt am Main die Reichskleinodien zu überbringen, musste der Markgraf nachgeben und wurde später vom Kaiser für sein Verhalten empfindlich bestraft.
1732 starb Christoph Fürer von Haimendorf im Alter von 69 Jahren in Nürnberg.